# Walther Sommerlath

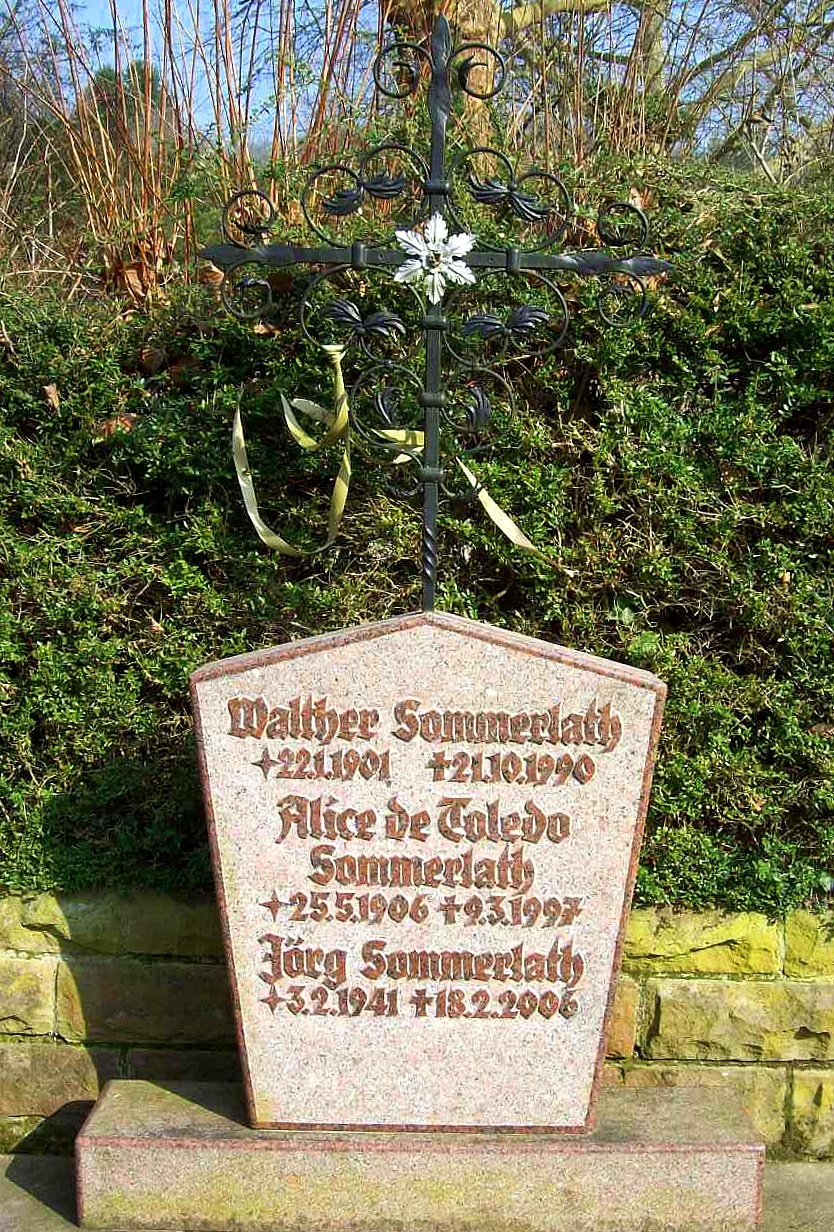
Túmulo de Walther e Alice Sommerlath

Carl August Walther Sommerlath (Heidelberg, 22 de janeiro de 1901 — Heidelberg, 21 de outubro de 1990) foi um empresário alemão, presidente da subsidiária brasileira da manufatureira de peças de aço sueca Uddeholm. Membro exilado do Partido Nazista (1934-1945), também é conhecido por ter sido o pai da rainha Sílvia da Suécia, consorte de Carlos XVI Gustavo.
Nascido e educado em Heidelberg, na Alemanha, filho de Louis Carl Moritz Sommerlath (1860-1930) e de sua esposa, Erna Sophie Christine Waldau (1864-1944). No meio dos anos 20, Walther Sommerlath mudou-se para São Paulo, Brasil, onde trabalhou para a Acus Roechling Boulerus, uma subsidiária do grupo alemão de aço Roechling. Em 10 de dezembro de 1925, em Porto Feliz, casou-se com Alice Soares de Toledo, uma paulista oriunda da aristocracia brasileira. Tiveram quatro filhos: Ralf, Walther Ludwig, Jörg e Silvia Sommerlath.
Em 1938 deixou o Brasil e retornou a sua cidade natal. No ano seguinte partiu para Berlim. Daquele ano até 1943 administrou uma companhia que fabricava armas que seriam usadas na Segunda Guerra Mundial. Em 1943, sua fábrica foi destruída por bombas dos aliados. Mais tarde, naquele ano, a família Sommerlath inteira foi para Heidelberg, e Silvia nasceu pouco tempo depois. 
Em 1947, com o fim da guerra, a família Sommerlath retornou ao Brasil, onde Walther desta vez trabalhou como presidente da subsidiária brasileira da Uddeholm, uma manufatureira sueca de aço. Dez anos mais tarde, a família voltou para Heidelberg.
Está sepultado no Friedhof Handschuhsheim.